# Acroneuria abnormis
Acroneuria abnormis är en bäcksländeart som först beskrevs av Newman 1838.  Acroneuria abnormis ingår i släktet Acroneuria och familjen jättebäcksländor. Inga underarter finns listade i Catalogue of Life.

## Bildgalleri

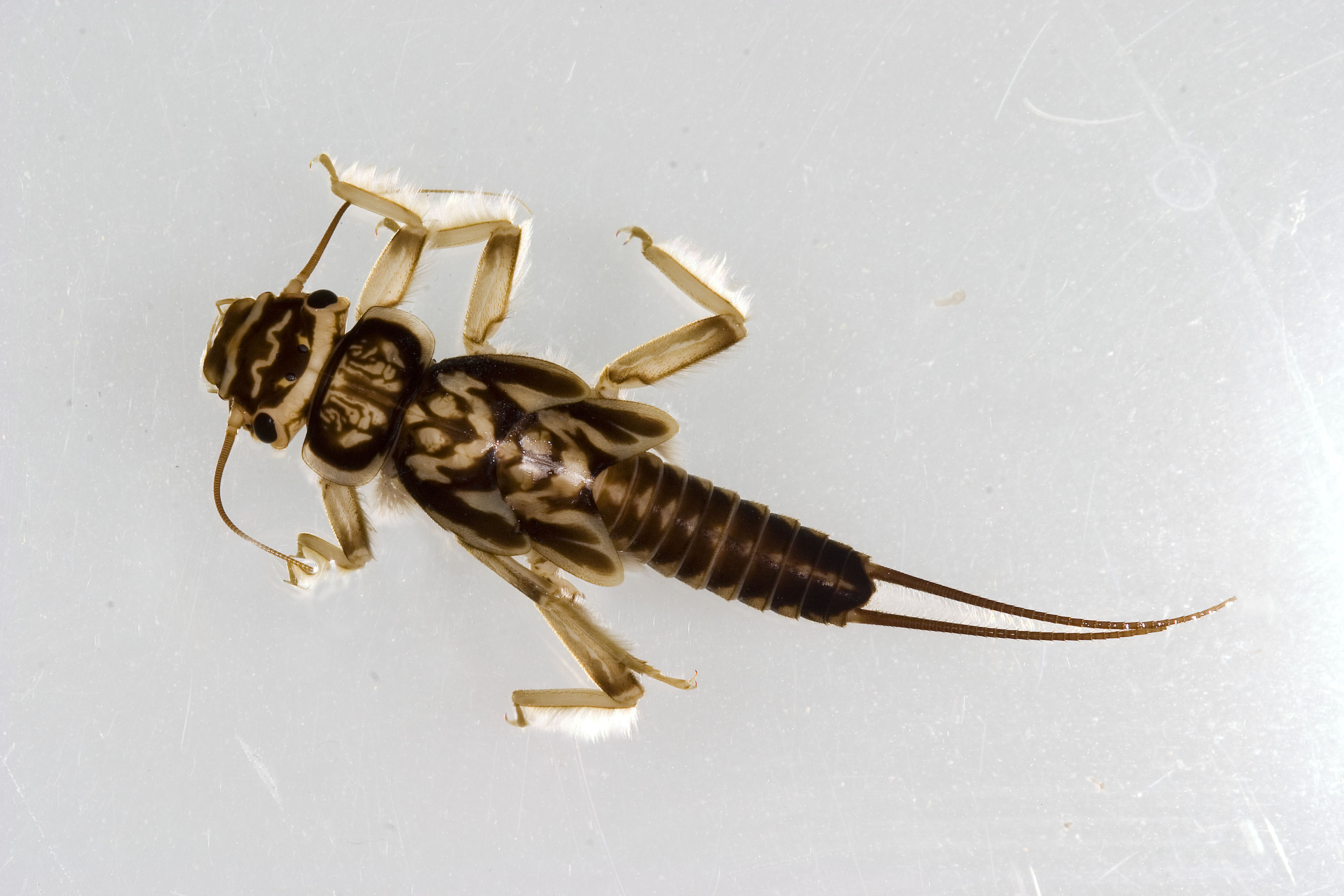
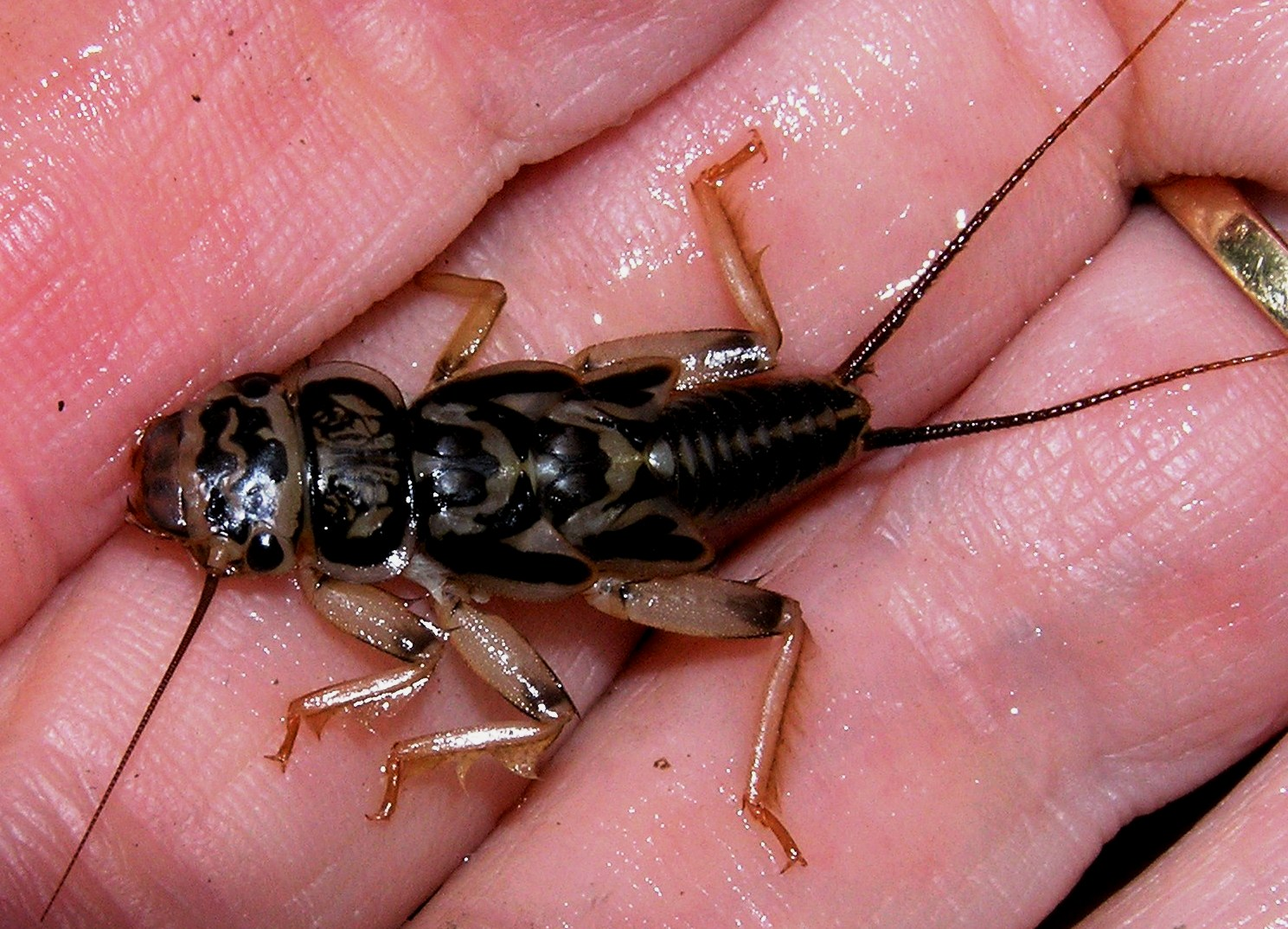